# Lípy ve Švihově
Lípy ve Švihově je skupina dvou památných stromů ve Švihově. Lípy velkolisté (Tilia platyphyllos Scop.) rostou v nadmořské výšce 400 m na západním okraji města u křížku na návrší při okraji asfaltové cesty v travnatém pásu, vzdálenost lip činí 3,8 m. Vzdálenost pat lip od křížku je 2,5 m. Větší lípa má korunu nasazenou ve 3 m, výška stromu je 26 m, šířka koruny 26 m a obvod kmene 365 cm. Menší z nich je vysoká 13,5 m, koruna je nasazena v 3,5 m, šířka koruny je 14,5 m, obvod kmene 214 cm (měřeno 2006). Zdravotní stav obou lip je velmi dobrý. Stromy jsou chráněny od 16. dubna 2007 jako krajinná dominanta.

## Galerie

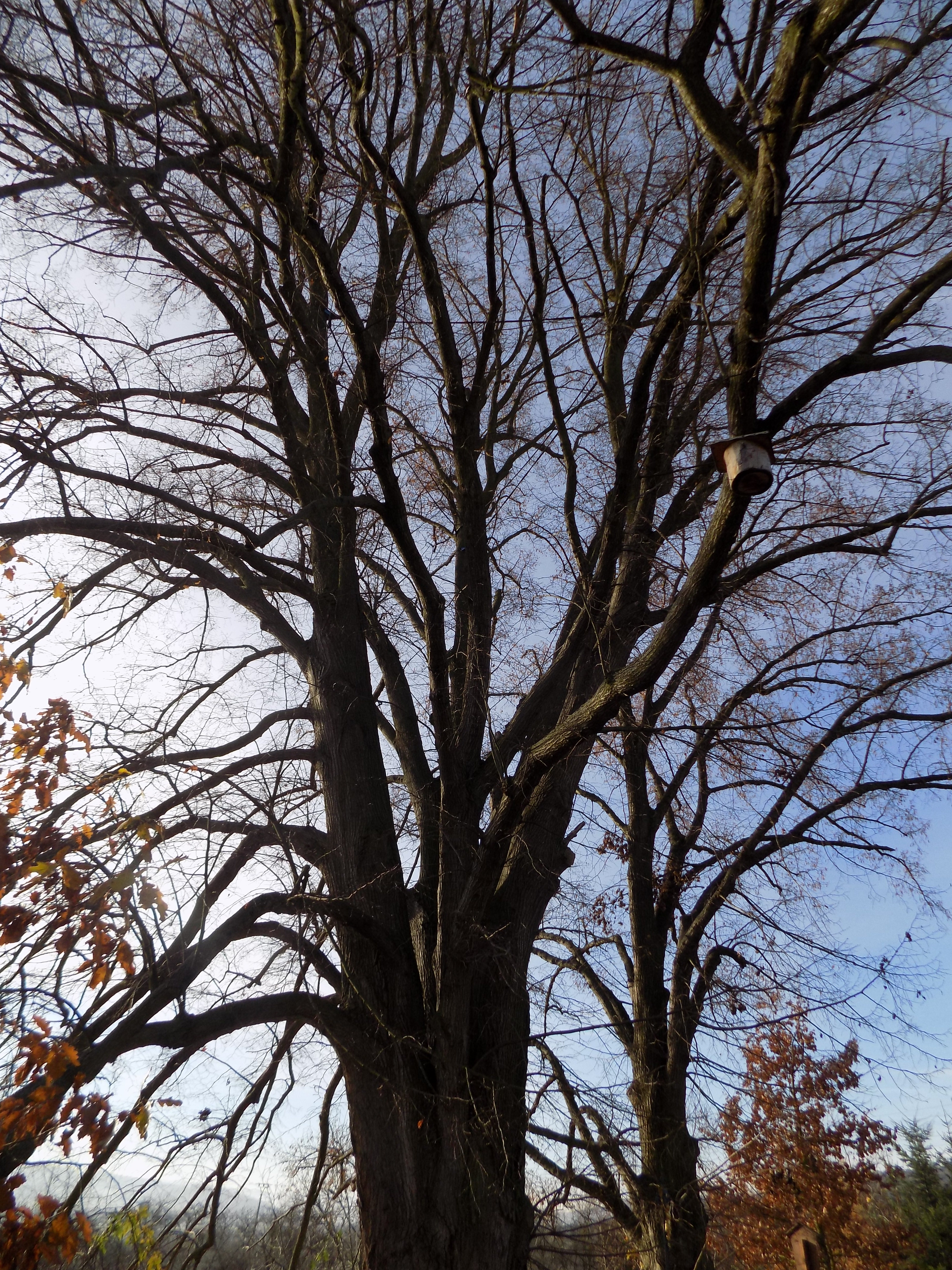
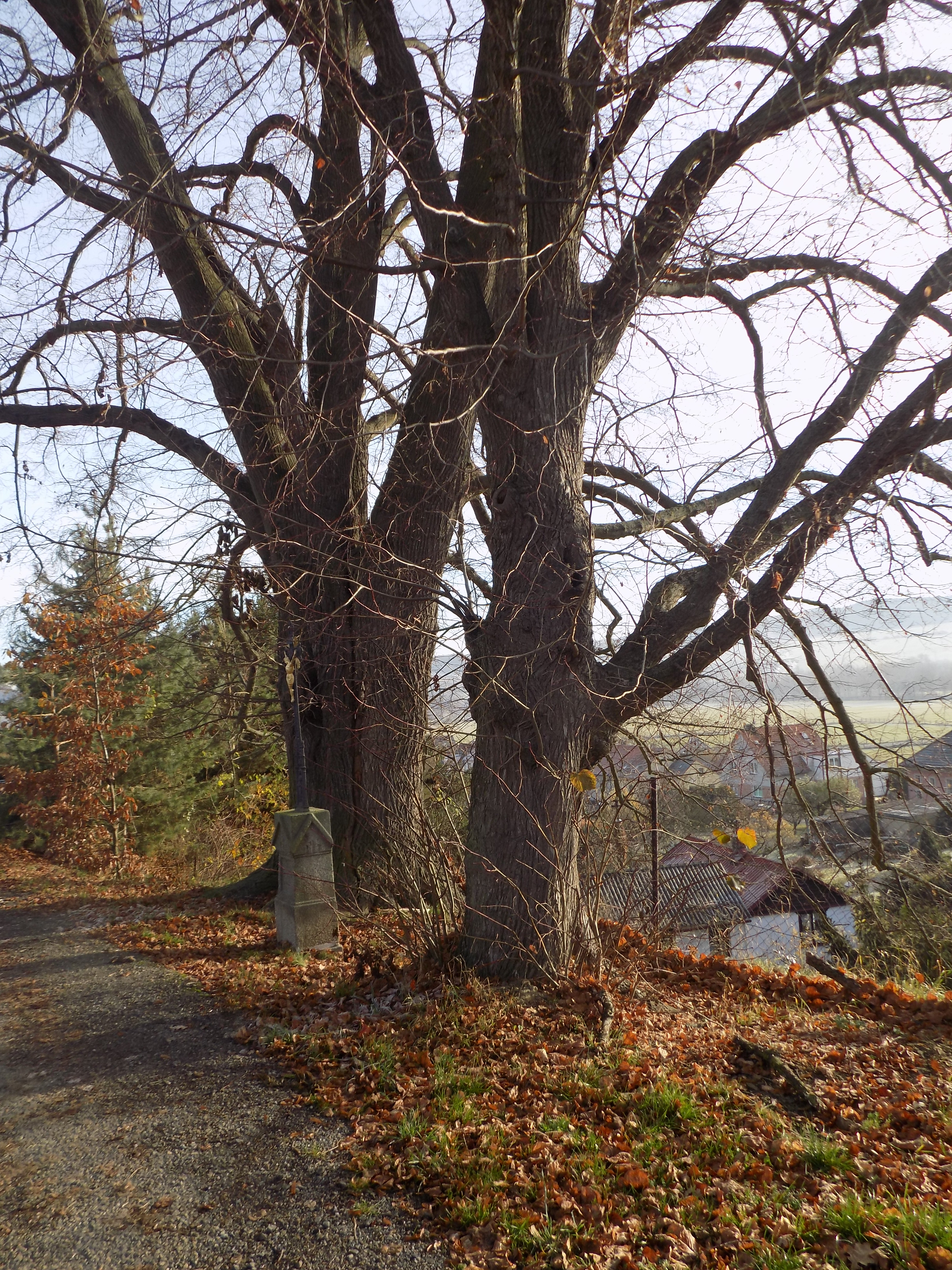
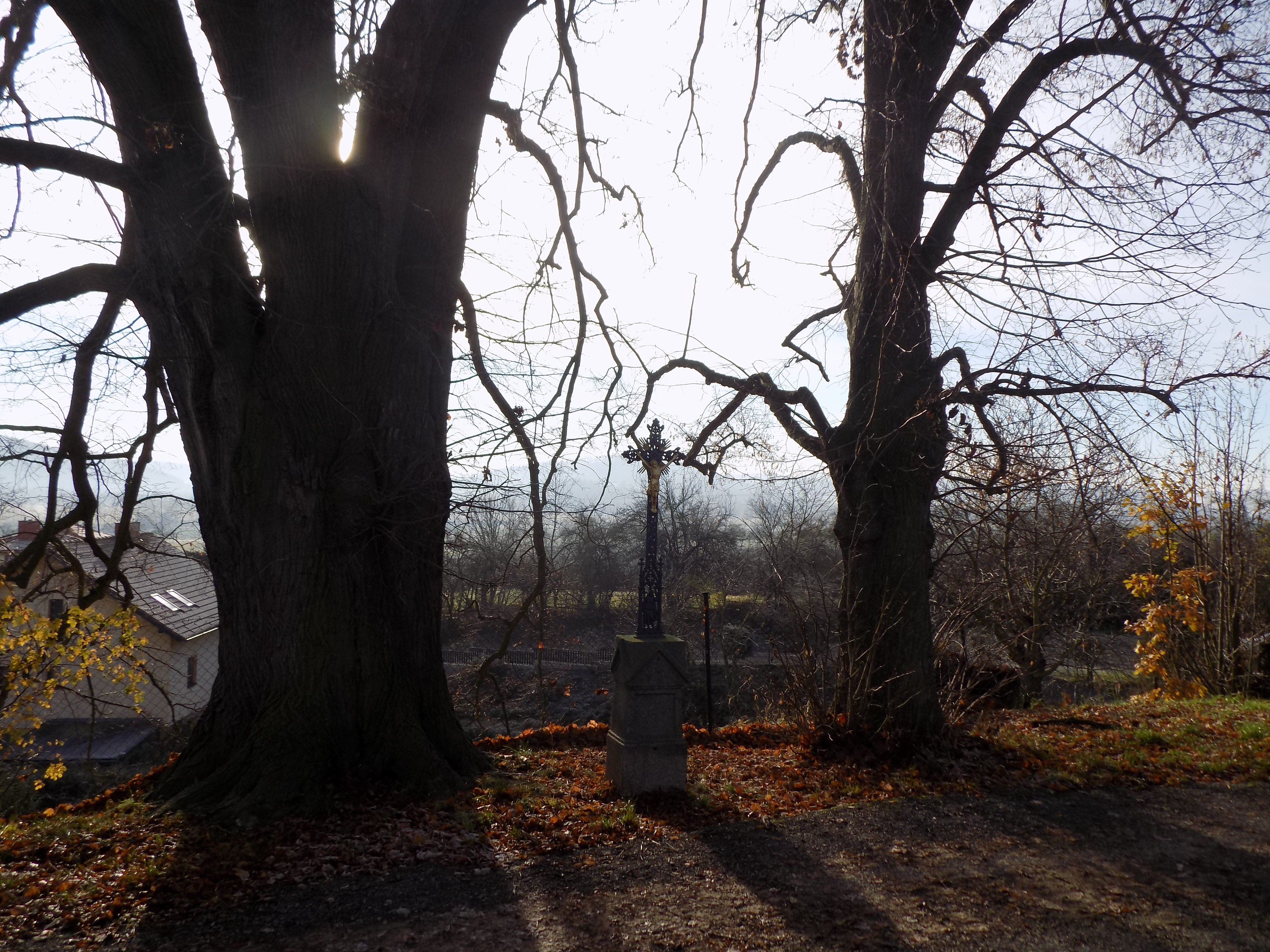

## Památné stromy v okolí
- Lípy v Kamýku